# Списак генерала и адмирала Југословенске војске: Ж, З и И
Списак генерала и адмирала Југословенске војске (ЈВ) чије презиме почиње на слова Ж, З и И, за остале генерале и адмирале погледајте Списак генерала и адмирала Југословенске војске.
напомена:
Генералски, односно адмиралски чинови у ЈВ су били — војвода, армијски генерал (адмирал), дивизијски генерал (вицеадмирал) и бригадни генерал (контраадмирал). 

### Ж
- др Милан Жерајић (1865—1935), санитетски бригадни генерал. Активна служба у ВКЈ престала му је 1921. Реактивиран 1924, поново пензионисан 1929.
- Војислав Живановић (1870—1932), дивизијски генерал. Активна служба у ВКЈ престала му је 1918. Преведен у резерву.
- Драгутин Живановић (1888—1968), дивизијски генерал. Избегао заробљавање 1941. године, после рата није наставио службу.
- Стеван Живановић (1892—1979), инжињерски бригадни генерал. Одведен у заробљеништво 1941. године, после рата није наставио службу.
- Димитрије Живковић (1884—1961), армијски генерал. Активна служба у ВКЈ престала му је 1939. Реактивиран 1941. Одведен у заробљеништво 1941. године, после рата није наставио службу.
- Љубиша Живковић (1891—?), пешадијски бригадни генерал. Одведен у заробљеништво 1941. године.
- Милосав Живковић (1875—1960), пешадијски бригадни генерал. Активна служба у ВКЈ престала му је 1930.
- Петар Живковић (1879—1947), армијски генерал. Активна служба у ВКЈ престала му је 1936. Преведен у резерву.
- Илија Жугић (1888—1962), дивизијски генерал. Одведен у заробљеништво 1941. године, после рата није наставио службу.
- Милутин Жупањевац (1885—1953), коњички бригадни генерал. Одведен у заробљеништво 1941. године, после рата није наставио службу.

### З
- Чедомир Зарић (1883—1970), артиљеријски бригадни генерал. Активна служба у ВКЈ престала му је 1938. Реактивиран 1941. Одведен у заробљеништво 1941. године, после рата није наставио службу.
- Миливоје Зечевић (1872—1946), армијски генерал. Активна служба у ВКЈ престала му је 1929.
- Миливоје Зечевић (1877—?), дивизијски генерал. Активна служба у ВКЈ престала му је 1930.
- Милан Зеленика (1885—1969), генералштабни бригадни генерал. Одведен у заробљеништво 1943. године, после рата наставио службу у ЈНА са чином генерал-лајтанта. Пензионисан 1955.
- Радивоје Златановић (1884—1983), дивизијски генерал. Избегао заробљавање 1941. године, после рата није наставио службу.

### И
- Богољуб Ивковић (1892—1961), пешадијски бригадни генерал. Одведен у заробљеништво 1941. године, после рата није наставио службу.
- др Љубинко Ивковић (1886—?), санитетски бригадни генерал.
- Ђуро Изер (1887—1963), артиљеријски бригадни генерал. Одведен у заробљеништво 1941. године, прешао у војску НДХ 1941, а пензионисан 1944.
- др Мило Иличковић (1880—1942), санитетски бригадни генерал. Активна служба у ВКЈ престала му је 1938.
- Богољуб Илић (1881—1956), армијски генерал. Пензионисан у ЈВвО 1942. После рата није наставио службу.
- Десан Илић (1881—1954), пешадијски бригадни генерал. Одведен у заробљеништво 1941. године, после рата није наставио службу.
- Перивоје Илић (1880—1954), пешадијски бригадни генерал. Избегао заробљавање 1941. године, после рата није наставио службу.
- Душан Исаковић (1887—1950), дивизијски генерал. Одведен у заробљеништво 1941. године, после рата није наставио службу.
- Ђорђе Исаковић (1885—1931), пешадијски бригадни генерал. Активна служба у ВКЈ престала му је 1931.